# Beicang
Beicang (kinesiska: 北仓, 北仓镇) är en köping i Kina. Den ligger i storstadsområdet Tianjin, i den norra delen av landet, omkring 15 kilometer nordväst om stadens centrum. Antalet invånare är 46 921. Befolkningen består av 22 467 kvinnor och 24 454 män. Barn under 15 år utgör 11,0 %, vuxna 15-64 år 80 %, och äldre över 65 år 8,0 %.